# 暢行無阻
《暢行無阻》（"Nothing's Gonna Stop Us Now"）是一首由亞伯·哈蒙（Albert Hammond）和黛安·華倫（Diane Warren）创作，星船合唱团演唱的歌曲。主唱歌手为Mickey Thomas和Grace Slick。这首歌也是浪漫爱情喜剧電影《神氣活現》及其续集《木头美人2：搬运中》的片尾曲。
这首歌曲先后登上过告示牌百强单曲榜第1名(1987年4月4日)，和英国单曲排行榜第1名(1987年的整个5月的4个星期都维持在榜首)，且曾被提名第60届奥斯卡金像奖之奥斯卡最佳原创歌曲奖。主唱之一的Grace Slick时年47岁，并凭借这首歌曾一度成为美国取得冠军单曲时年龄最大的歌手(直到十多年后的1999年才被雪儿以歌曲《Believe》打破记录)。这首歌也是1987年英国年度销量第二的热门单曲。这首歌收入于《千年痴情》电影原声碟和星船合唱团1987年专辑《No Protection》中。

## 创作背景与过程
在一次电台采访中，阿尔伯特·哈蒙透露这首歌的创作动机诞生于自己刚和前妻办完离异手续，并即将和缠绵了7年的第三者女友步入新婚礼殿堂的时候。他对黛安·華倫说“可以说他们7年来一直在阻碍我与这个女子结婚，但他们一直没有成功。他们已经无法阻止我去做了。”这首歌后被英国《X音素》栏目用作背景音乐，而且在节目中的打击节奏有加强。每当节目公布一些选手要回到观众面前时，就会有这首歌的旋律响起。

## MV
歌曲的MV曾于早先的1986年发布。MV的内容是由歌手米基·托马斯（Mickey Thomas）饰演的男主角模仿电影内容，追求由歌手格蕾丝·斯里克饰演的能变成真人的木头人模特模型，中间还穿插了电影《千年痴情》的片段。而片中由米沙可·泰勒饰演的搞怪橱窗造型师好莱坞·蒙托斯(Hollywood Montrose)也有亮相。

## 音轨
1. "Nothing's Gonna Stop Us Now" – 4:29
2. "Layin' It on the Line" (live at Stopher Gym, Louisiana State University) – 4:15

## 上榜与销量情况
| Chart (1987)                                 | Peak position |
| -------------------------------------------- | ------------- |
| 奥地利（Ö3四十强单曲榜）                     | 3             |
| 比利时佛兰德（Ultratop五十强单曲榜）         | 5             |
| Canada (The Record)                          | 1             |
| Finland (Suomen virallinen lista)            | 7             |
| 法国（法國唱片出版業公會單曲榜）             | 16            |
| 德国（德國官方單曲榜）                       | 3             |
| Ireland (IRMA)                               | 1             |
| 荷兰（荷蘭四十強單曲榜）                     | 5             |
| 新西兰（新西兰唱片音乐协会单曲榜）           | 21            |
| 挪威（世道單曲榜）                           | 2             |
| 瑞典（瑞典最熱榜）                           | 2             |
| 瑞士（瑞士热门音乐榜）                       | 4             |
| United Kingdom (The Official Charts Company) | 1             |
| U.S. Billboard Hot 100                       | 1             |
| U.S. Billboard Hot Adult Contemporary Tracks | 1             |
| U.S. Billboard Hot Mainstream Rock Tracks    | 16            |

| 榜单 (1987)            | 最高排行 |
| ---------------------- | -------- |
| Austrian Singles Chart | 17       |
| Dutch Top 40           | 9        |
| Swiss Singles Chart    | 8        |
| UK Singles Chart       | 2        |
| US Billboard Top 100   | 5        |

| 国家   | 认证   | 日期          | 突破销量数 |
| ------ | ------ | ------------- | ---------- |
| Canada | 金唱片 | 1987年4月22日 | 50,000     |
| Sweden | 金唱片 | 1987年9月7日  | 10,000     |
| UK     | 金唱片 | 1987年6月1日  | 500,000    |
| U.S.   | 金唱片 | 1989年2月24日 | 500,000    |

## 翻唱
- 作曲者亞伯哈蒙於2011年與邦妮‧泰勒（英语：Bonnie Tyler）翻唱本曲。
- 1987年香港歌手林子祥翻唱此曲為《敢愛敢做》，為香港電影《神奇兩女俠》的主題曲。
- 1988年玉泉汽水的香港電視廣告將此曲改編為粵語廣告歌，由歌手黃家駒主唱。